# Ray White

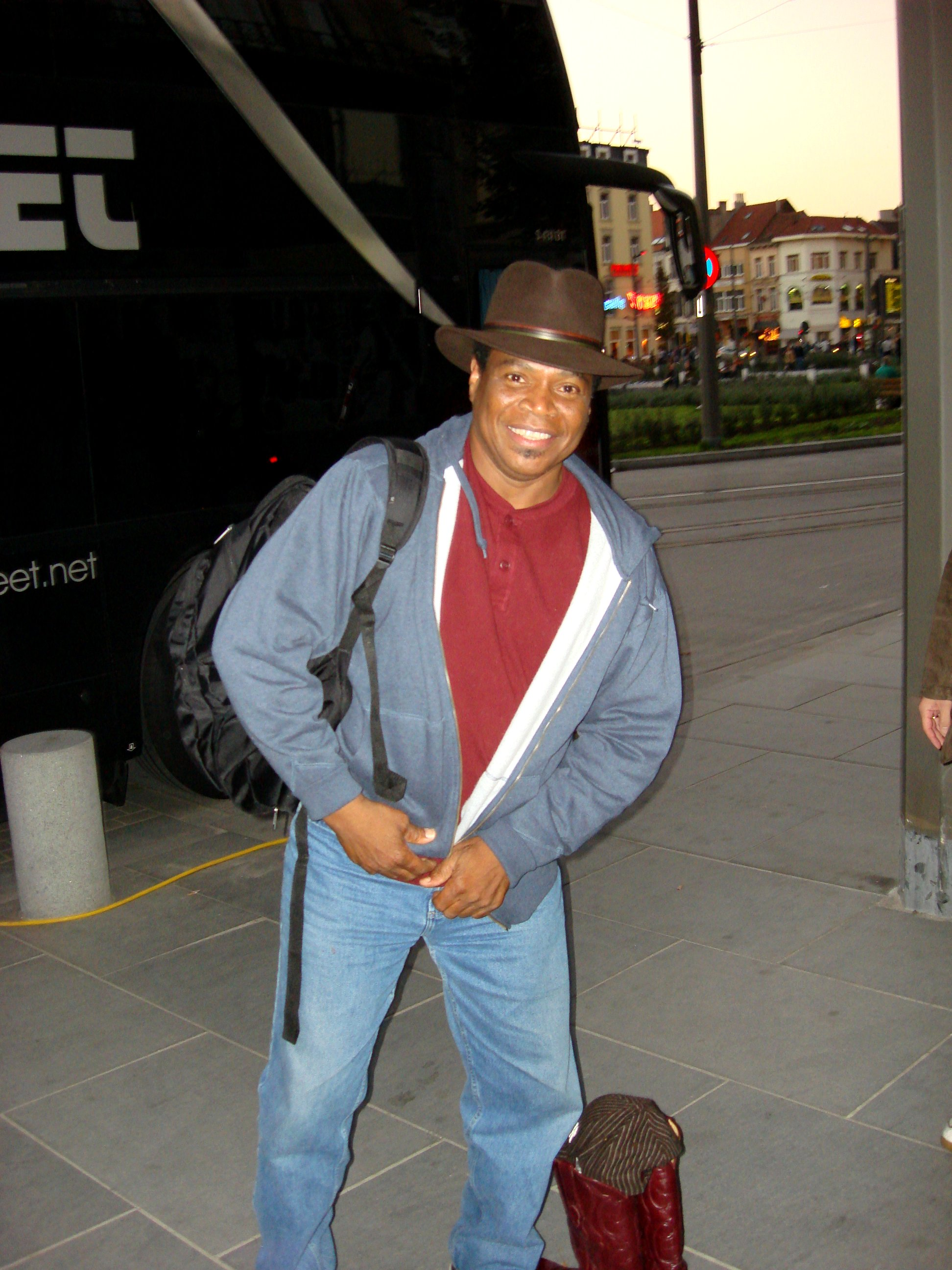
Ray White en el exterior del concierto de Zappa plays Zappa en Amberes.

Ray White es un vocalista afroamericano de soul y guitarrista de rock y blues, más conocido como miembro de las bandas de gira de Frank Zappa. Fue elegido para la banda de Zappa a finales de 1976, apareciendo en la guitarra rítmica y voces, formando una sociedad de armonía vocal con Ike Willis en giras posteriores entre 1980 y 1984. La voz de White puede ser escuchada en Zappa in Nueva York (marzo de 1978), You Are What You Is (septiembre de 1981), así como otros. White también aparece en The Torture Never Stops y en Does Humor Belong in Music?;  el primero es un DVD ambientado en una de las últimas giras de Zappa (sin Ike Willis) y el último un VHS filmado en el muelle de Nueva York; el video presenta las armonías vocales de White e Ike Willis. Según Zappa, White, que es profundamente religioso, se sentía incómodo con las opiniones ateas de algunos de los otros miembros de la banda, lo que provocó su salida del grupo.
White también ha trabajado con grupos como KVHW, Do not Push the Clown y Umphrey's McGee  desde sus contribuciones a la banda de Zappa, y ha trabajado con una variedad de artistas de Michigan, incluyendo el exbaterista de Rare Earth, Bob Weaver, así como con miembros del combo funk / fusion Generic Produce.
En 2007 Ray White fue invitado por Dweezil Zappa para la gira de Zappa Plays Zappa. También es miembro de Banned From Utopia, una banda homenaje a Zappa.